# 김호남 (축구 선수)
김호남(한국 한자: 金浩男, 1989년 6월 14일 ~ )은 대한민국의 축구 선수이며 포지션은 공격수이다. 현 K리그2 부천 FC 1995에서 활약하고 있다.

## 클럽 경력
2010년 사간 도스에 입단하였으나 주전 경쟁에서 밀리자 2011 K리그 드래프트에 신청해 광주 FC에 지명되었다. 광주의 주전 공격수로서 광주의 공격진을 이끌었으며, 2014시즌 광주 FC의 K리그 클래식 승격에 공헌했다.
2015년 시즌 종료 후 제주 유나이티드 FC로 이적하였다. 2016년 10월 20일 전북 현대 모터스와의 K리그 34라운드 경기에서 후반 39분 왼발 슈팅으로 득점을 기록해 전북의 33경기 무패 행진을 저지했다.
2017시즌을 앞두고 상주 상무에 입대했다. 상주에서 주민규와 함께 상주의 주전 공격수로 활약하고 있다.
제대 이후 원 소속팀인 제주 유나이티드로 복귀했다.
2019년 여름 이적시장에서 남준재와 트레이드되면서 인천 유나이티드로 이적했다.
2021시즌을 앞두고 K리그1으로 승격한 수원 FC로 이적했다. 하지만, 수원에서 단 5경기 출전에 그쳤고, 2021 시즌 중, 포항 스틸러스로 재이적하였다.
2022시즌을 앞두고 부천 FC 1995에 입단했다.

## 수상

### 개인
- K리그 챌린지 베스트 11: 2014